# Temporada 1947-48 de los Providence Steamrollers
La Temporada 1947-48 fue la segunda de los Providence Steamrollers en la BAA. La temporada regular acabó con 6 victorias y 42 derrotas, el peor balance de toda la liga, ocupando el cuarto puesto de la División Este, no logrando clasificarse para los playoffs.

## Temporada regular
| # | División Este           | División Este | División Este | División Este | División Este |
| # | Equipo                  | G             | P             | %             | PD            |
| - | ----------------------- | ------------- | ------------- | ------------- | ------------- |
| 1 | x-Philadelphia Warriors | 27            | 21            | .563          | –             |
| 2 | x-New York Knicks       | 26            | 22            | .542          | 1             |
| 3 | x-Boston Celtics        | 20            | 28            | .417          | 7             |
| 4 | Providence Steamrollers | 6             | 42            | .125          | 21            |

## Estadísticas
| Rk | Jugador         | Edad | P  | PT | MP | TC  | TCI  | %TC  | 3P | 3PI | %3P | TL  | TLI | %TL  | RO | RD | RT | AS  | RB | TAP | BP | FP  | PTS  |
| -- | --------------- | ---- | -- | -- | -- | --- | ---- | ---- | -- | --- | --- | --- | --- | ---- | -- | -- | -- | --- | -- | --- | -- | --- | ---- |
| 1  | Kenny Sailors   | 26   | 41 |    |    | 5.0 | 16.7 | .300 |    |     |     | 2.7 | 3.9 | .692 |    |    |    | 1.4 |    |     |    | 3.8 | 12.7 |
| 2  | Ernie Calverley | 24   | 47 |    |    | 4.8 | 17.8 | .271 |    |     |     | 2.3 | 3.4 | .665 |    |    |    | 2.5 |    |     |    | 3.6 | 11.9 |
| 3  | George Nostrand | 24   | 45 |    |    | 4.4 | 14.7 | .297 |    |     |     | 2.9 | 5.3 | .540 |    |    |    | 0.7 |    |     |    | 3.3 | 11.6 |
| 4  | Jack Toomay     | 25   | 14 |    |    | 3.7 | 10.3 | .361 |    |     |     | 3.5 | 5.1 | .690 |    |    |    | 0.4 |    |     |    | 3.5 | 10.9 |
| 5  | Johnny Ezersky  |      | 25 |    |    | 3.8 | 15.0 | .253 |    |     |     | 2.5 | 4.2 | .606 |    |    |    | 0.6 |    |     |    | 2.5 | 10.1 |
| 6  | Earl Shannon    | 26   | 45 |    |    | 2.7 | 10.4 | .262 |    |     |     | 2.6 | 4.1 | .634 |    |    |    | 1.1 |    |     |    | 2.4 | 8.0  |
| 7  | Hank Beenders   | 31   | 21 |    |    | 2.5 | 9.5  | .265 |    |     |     | 1.8 | 2.8 | .638 |    |    |    | 0.3 |    |     |    | 3.2 | 6.8  |
| 8  | Lee Robbins     | 25   | 31 |    |    | 2.3 | 8.4  | .277 |    |     |     | 1.6 | 3.0 | .548 |    |    |    | 0.2 |    |     |    | 3.0 | 6.3  |
| 9  | Mel Thurston    | 29   | 14 |    |    | 2.3 | 8.1  | .283 |    |     |     | 1.0 | 2.0 | .500 |    |    |    | 0.3 |    |     |    | 3.0 | 5.6  |
| 10 | Bob Hubbard     | 25   | 28 |    |    | 2.1 | 7.1  | .291 |    |     |     | 1.3 | 1.9 | .692 |    |    |    | 0.4 |    |     |    | 1.2 | 5.4  |
| 11 | John Janisch    | 27   | 7  |    |    | 1.9 | 6.1  | .302 |    |     |     | 1.1 | 2.0 | .571 |    |    |    | 0.3 |    |     |    | 0.3 | 4.9  |
| 12 | Ray Wertis      | 26   | 7  |    |    | 1.9 | 10.3 | .181 |    |     |     | 0.9 | 2.0 | .429 |    |    |    | 0.9 |    |     |    | 1.9 | 4.6  |
| 13 | Ariel Maughan   | 24   | 14 |    |    | 1.6 | 6.5  | .242 |    |     |     | 0.8 | 1.1 | .688 |    |    |    | 0.1 |    |     |    | 2.6 | 3.9  |
| 14 | Pop Goodwin     | 27   | 24 |    |    | 1.5 | 6.5  | .232 |    |     |     | 0.8 | 1.1 | .704 |    |    |    | 0.3 |    |     |    | 1.5 | 3.8  |
| 15 | Dino Martin     | 27   | 32 |    |    | 1.4 | 6.0  | .238 |    |     |     | 0.3 | 0.6 | .450 |    |    |    | 0.4 |    |     |    | 0.5 | 3.2  |
| 16 | George Mearns   | 25   | 24 |    |    | 1.0 | 4.8  | .200 |    |     |     | 0.6 | 1.3 | .484 |    |    |    | 0.4 |    |     |    | 2.7 | 2.5  |
| 17 | Jerry Kelly     | 29   | 3  |    |    | 1.0 | 3.3  | .300 |    |     |     | 0.0 | 0.3 | .000 |    |    |    | 0.0 |    |     |    | 1.0 | 2.0  |
| 18 | Nat Hickey      | 46   | 1  |    |    | 0.0 | 6.0  | .000 |    |     |     | 2.0 | 3.0 | .667 |    |    |    | 0.0 |    |     |    | 5.0 | 2.0  |
| 19 | Dick Fitzgerald | 27   | 1  |    |    | 0.0 | 3.0  | .000 |    |     |     | 0.0 | 0.0 |      |    |    |    | 0.0 |    |     |    | 1.0 | 0.0  |
| 20 | Bill Downey     | 24   | 3  |    |    | 0.0 | 0.7  | .000 |    |     |     | 0.0 | 0.0 |      |    |    |    | 0.0 |    |     |    | 0.0 | 0.0  |
| 21 | Wyndol Gray     | 25   | 1  |    |    | 0.0 | 1.0  | .000 |    |     |     | 0.0 | 1.0 | .000 |    |    |    | 0.0 |    |     |    | 0.0 | 0.0  |